# Baselga di Pinè
Baselga di Pinè là một đô thị ở Trentino ở vùng Trentino-Alto Adige/Südtirol của Ý, tọa lạc cách 12 km về phía đông bắc của Trento. Vào 31 tháng 12 2006, đô thị này có dân số 4.742 người và diện tích là 40.8 km².

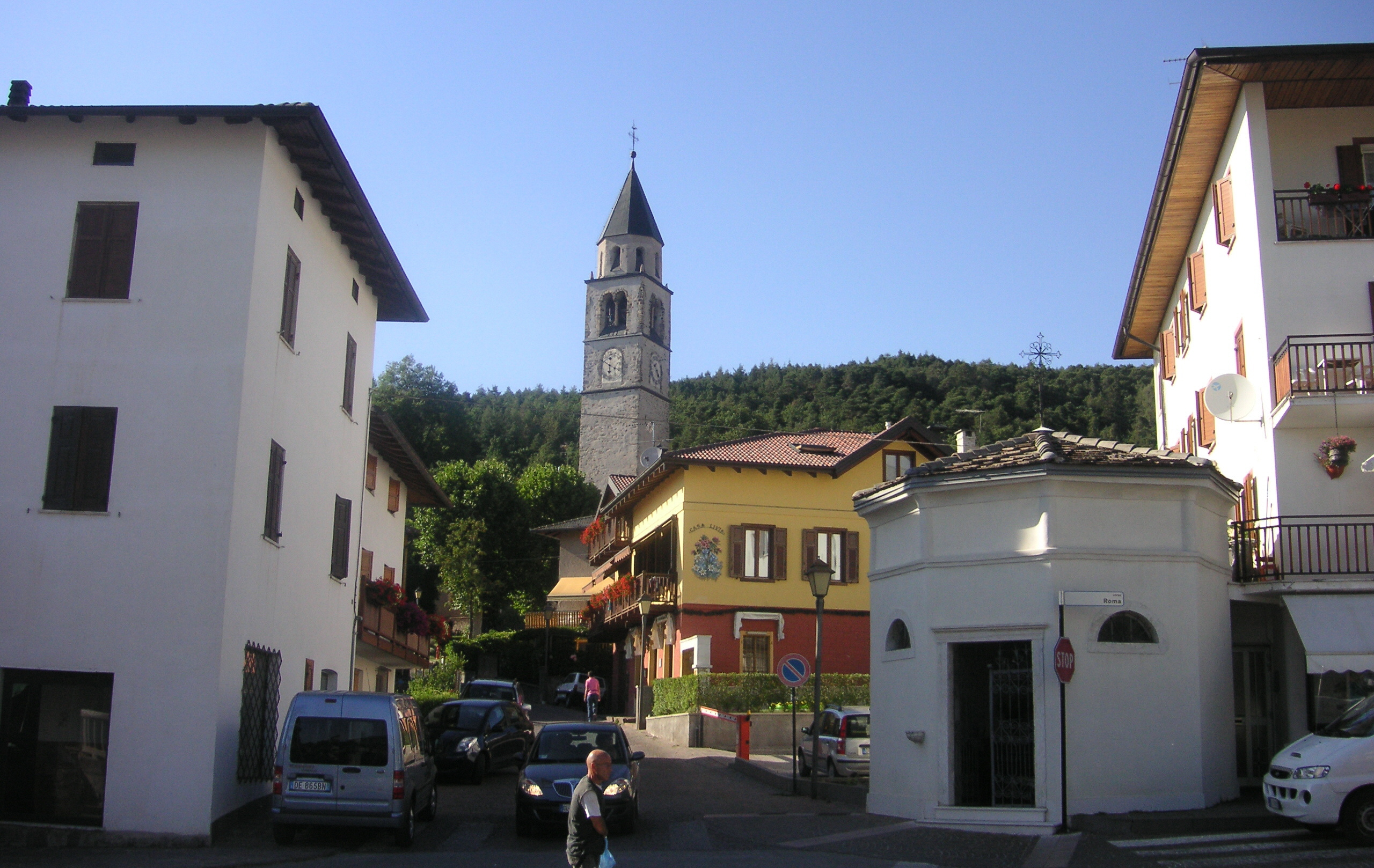
Baselga di Pinè.

Đô thị Baselga di Pinè có các frazioni (đơn vị trực thuộc, chủ yếu là các làng) Miola, Faida, Ricaldo, Sternigo, Montagnaga, Baselga, Vigo, Tressilla, và Rizzolaga.
Baselga di Pinè giáp các đô thị: Valfloriana, Segonzano, Lona-Lases, Bedollo, Telve, Palù del Fersina, Fornace, Sant'Orsola Terme, và Pergine Valsugana.